# Vanden Borre (entreprise)
Pour les articles homonymes, voir Vanden Borre.
Vanden Borre est une enseigne belge spécialisée dans la vente d'électroménager, de matériel informatique et audiovisuel (télévision et audio).
Depuis juillet 2016, Vanden Borre fait partie du groupe Fnac Darty. Il compte, en 2018, 73 points de vente en Belgique. L'enseigne emploie 1200 salariés. Son chiffre d'affaires s’élève à 378 millions d'euros.